# Fabronia imbricata
Fabronia imbricata är en bladmossart som beskrevs av Georg Ernst Ludwig Hampe 1878. Fabronia imbricata ingår i släktet Fabronia och familjen Fabroniaceae. Inga underarter finns listade i Catalogue of Life.